# Tong Peria
Tong Peria is een bestuurslaag in het regentschap Pidie van de provincie Atjeh, Indonesië. Tong Peria telt 791 inwoners (volkstelling 2010).